# Bandera de Kentucky
La bandera de Kentucky consiste en el sello de la Mancomunidad en un fondo azul marino, rodeado por las palabras Commonwealth of Kentucky en la parte superior y por dos varas de oro, la flor del estado, en la parte inferior. La bandera fue diseñada por Jesse Cox, un profesor de arte de Frankfort, y fue adoptada por la Asamblea General de Kentucky en 1918. Su forma actual data de 1928.
El sello muestra a dos hombres dándose la mano. La creencia popular dice que el hombre de la izquierda es Daniel Boone, uno de los principales responsables de la exploración de Kentucky, y el hombre con traje de la derecha en Henry Clay, el estadista más famoso del estado. Sin embargo, la explicación oficial es que los hombres representan a todos los exploradores y estadistas, en lugar de personas específicas. El lema del estado, United We Stand, Divided We Fall ("Unidos Nos Mantenemos, Divididos Caemos") los rodea. Este lema proviene de la letra de The Liberty Song, una canción patriótica de la época de la Guerra de Independencia.

## Banderas históricas

Bandera de Kentucky (1918-1963)